# Highway Blossoms
Highway Blossoms — компьютерная эротическая игра в жанре юри, разработанная компанией Alienworks для платформы Microsoft Windows и выпущенная в 2016 году. В 2017 году было объявлено о выходе издания Remastered, включающего дополнительный саундтрек, новые сцены и полное англоязычное озвучивание.

## Сюжет
Действия происходят в XXI веке, на границе между США и Латинской Америкой. Действие игры начинается в Нью-Мексико. Юная девушка по имени Эмбер, направляясь в Калифорнию, встречает Марину, у которой только что закончился бензин в машине посреди пустыни. Цель Марины — найти оставшееся золото, которое спрятал таинственный Искатель после окончания Золотой лихорадки. Марина рассказывает Эмбер, что она отправилась на поиски клада из близлежащего Карлсбада. Эмбер, хоть и не до конца веря Марине, решает помочь ей в поисках. Они сталкиваются с тремя охотниками за сокровищами, которые пытаются найти клад раньше Эмбер и Марины.

## Разработка и выпуск
Через несколько лет после окончания средней школы автор игры Джош Каплан начал искать новые игры в жанре инди и в результате стал соавтором сценария Highway Blossoms. Каплан заявил, что «в 2016 году вышло не так уж много визуальных новелл в жанре юри, доступных на английском языке, особенно в Steam».
Sekai Project анонсировала игру на Anime Weekend в Атланте 26 сентября 2015 года, а в 2016 году открыла страницу Steam Greenlight для игры. Изначально Highway Blossoms была выпущена без озвучки. В свободном доступе появился патч для добавления контента 18+. Позже разработчик выпустил обновлённую версию игры с озвучкой персонажей.
Сиквел, Highway Blossoms: Next Exit, был выпущен в качестве DLC в 2020 году. В 2021 году Studio Élan объявила о планах по выходу порта на консоли.
К июню 2023 года было продано более 150 000 копий игры.

## Отзывы и критика
| Иноязычные издания | Иноязычные издания |
| Издание            | Оценка             |
| ------------------ | ------------------ |
| Hardcore Gamer     | 4/5                |
| Okazu              | 8/10               |

Highway Blossoms получила положительные отзывы за визуальные эффекты, сюжет и саундтрек. Каплан также отметил, что «игра оказалась неожиданно успешной», заявив, что «она нашла аудиторию, состоящую в основном из ЛГБТ-читателей, которые оценили то, что, по их мнению, было более реалистичным подходом к однополым отношениям». Благодаря успеху игры, Каплан основал Studio Élan.
Маркус Эстрада, пишущий для Hardcore Gamer, оценил игру на 4/5 баллов, отметив высокое качество изображений природных достопримечательностей и парков, которые, по его словам, «вызывают благоговейный трепет». Он также похвалил катсцены и спрайты персонажей, но отметил, что над ними работало несколько художников, в результате чего визуальная составляющая игры казалась «не совсем однородной». Что касается сценария игры, Эстрада заявил, что критиковать его практически не за что, похвалив развитие персонажей Эмбер и Марины на протяжении всего повествования.
Митч Джей Лайнхэм из PCGamesN назвал Highway Blossoms «одной из лучших визуальных новелл в жанре юри и романтики в Steam», похвалив «трогательную историю» и «потрясающий, атмосферный саундтрек».
Джейд Кинг из TheGamer написал, что «Highway Blossoms настолько приятная, потому что её повествование надеется отправить вас в путешествие, которое будет таким же тёплым и таинственным — ставка делается на сюжет». Далее Кинг похвалил небольшое количество персонажей, которые позволили сценаристам «проработать каждого персонажа с соответствующими нюансами и нужным количеством внимания».
Эрика Фридман из Okazu оценила игру на 8 из 10 баллов и в целом похвалила её, сказав, что благодаря отношениям Эмбер и Марины у неё сохранялся интерес к сюжету. Она оценила игру за отличия от других визуальных новелл в жанре юри, в частности за то, что действие происходит в дороге, а не в более привычном сеттинге школы. Она также сказала, что новелла получилась «трогательной», и что сексуальные сцены, включённые в дополнение для взрослых, хотя и не были необходимыми, «были написаны неплохо». Единственными серьёзными критическими замечаниями Фридман были недоработка персонажей второго плана и некоторое отсутствие артикуляции в 2D-спрайтах.
Тайлер Терез из GameRevolution написал, что «несмотря на то, что сюжет игры достаточно интересен, главным достоинством новеллы являются отношения между двумя главными героинями, Эмбер и Мариной. У этого дуэта есть несомненная химия, и по мере развития сюжета становится трудно оторваться от игры».